# Snecma C-450 Coléoptère
Pour les articles homonymes, voir Coléoptère (homonymie).
Le Snecma C-450 Coléoptère était un prototype d'avion à décollage et atterrissage vertical (ADAV) plus connu sous le nom de Coléoptère. Il a d'ailleurs donné son nom à une catégorie d'appareils similaires, les coléoptères.
Faisant suite aux expérimentations de l'Atar volant, ce prototype fut lancé à l'époque où la mode de l'aviation militaire était de spécifier des appareils capables de se dispenser de pistes de décollage ou d'atterrissage.
Sa structure comporte une aile en anneau et quatre petits empennages. Le cockpit est conçu de manière à installer le pilote sur un siège mobile capable de lui laisser une visibilité suffisante dans toutes les phases de vol : aéronef vertical pour les décollages et atterrissages, aéronef en ligne de vol pour la croisière.

## Caractéristiques
- Diamètre extérieur de l'aile annulaire : 3,20 m ;
- Diamètre intérieur : 2,84 m ;
- Envergure avec les ailerons : 4,51 m.

## Essais
La mise en œuvre de l'Atar volant avait montré les possibilités de stabilisation d'un réacteur « posé sur sa tuyère » (en anglais « tail-sitter »). Fort de ces expériences, la décision d'un modèle volant et d'une conception à aile annulaire revient à un ingénieur de la Snecma, von Zborowski, d'origine autrichienne, ancien de Peenemünde et de BMW. Les avantages et les défauts de ce type d'aile étaient pourtant connus à l'époque et en particulier son très mauvais rendement à faible vitesse.
Le prototype fut étudié puis construit par Nord-Aviation, pour la cellule, et Snecma de 1957 à 1959. Les essais du modèle en soufflerie ne furent jamais publiés, en particulier en ce qui concerne les phases de transition entre l'envol vertical et le vol horizontal. Le domaine de vol horizontal semblait mal connu et n'avait pas fait l'objet d'essais en vraie grandeur.
Après un premier envol vertical sous élingues en avril, la première ascension libre eut lieu le 6 mai 1959 à Melun-Villaroche. D'autres ascensions jusqu'à environ 1 000 mètres furent réalisées. Et malgré les interrogations sur les capacités de l'engin à une transition, celle-ci devait être courageusement tentée au 9e envol par le pilote d'essai Auguste Morel, le 25 juillet 1959. Celui-ci faillit y perdre la vie car le prototype, déséquilibré en cours de montée et s'inclinant à près de 50°, chutant ensuite à une vitesse trop importante à plusieurs dizaines de mètres du sol, ne disposait d'aucun moyen de récupération. Le pilote s'éjecta à moins de 500 pieds d'altitude ; il fut grièvement blessé et les essais de l'appareil s'arrêtèrent là.

## Articles
- Magazines : Le Fana de l'Aviation, numéros 89, 90.
- Alexis Rocher, « La saga du vol vertical à la Snecma. Un rêve allemand (première partie) », Le Fana de l'aviation, no 474,‎ mai 2009, p. 18–31 (ISSN 0757-4169).
- Alexis Rocher, « La saga du vol vertical à la Snecma. Un rêve allemand (Deuxième partie) », Le Fana de l'aviation, no 475,‎ juin 2009, p. 58-66 (ISSN 0757-4169).
- Alexis Rocher, « La saga du vol vertical à la Snecma. Un rêve allemand (Troisième et dernière partie) », Le Fana de l'aviation, no 476,‎ juillet 2009, p. 60-70 (ISSN 0757-4169).
- Alexis Rocher, « Snecma C450 "Coléoptère", une fin tragique », Le Fana de l'aviation, no 596,‎ juillet 2019, p. 60-67 (ISSN 0757-4169).